# 琴湖站
琴湖站（：／ Geumho yeok */?）是大邱線沿線的一座鐵路車站，位于韓國庆尚北道永川市琴湖邑，目前不提供客運服務。

## 历史
- 1918年7月18日，落成使用[1]。
- 2007年6月1日，客运业务停止办理，同时车站降级为简易站。

## 相鄰車站
韓國鐵道公社
大邱線
河陽－琴湖－永川